# Songdin (Absouya)
Songdin est un village du département et la commune rurale d’Absouya, situé dans la province du Bassitenga et la région de Oubri au Burkina Faso.

## Géographie

### Démographie
- En 2012, le village comptait 1 003 habitants estimés[1].